# Close Your Eyes (大滝純の曲)
「Close Your Eyes」（クローズ・ユア・アイズ）は、元PENICILLINのベーシスト、GISHOが大滝純名義でリリースした、2枚目のシングル。

## 概要
- 1997年に3連続発売された2枚目のシングル。

## 収録曲
1. Close Your Eyes (5:12)
作詞:大滝純・和泉一弥、作曲・編曲:和泉一弥
2. Close Your Eyes (ACOUSTIC GUITAR VERSION featuring 渡辺香津美) (4:07)
作曲・編曲:和泉一弥